# Bureau du procureur d'État (Géorgie)
 (septembre 2020).
Si vous disposez d'ouvrages ou d'articles de référence ou si vous connaissez des sites web de qualité traitant du thème abordé ici, merci de compléter l'article en donnant les références utiles à sa vérifiabilité et en les liant à la section « Notes et références ».
Le bureau du procureur d'État de Géorgie (en géorgien: საქართველოს პროკურატურა) est une institution gouvernementale de Géorgie, responsable des poursuites officielles devant les tribunaux.
Tel que défini par la Constitution de Géorgie, amendée en 2017 et 2018, le bureau du procureur est dirigé par le procureur général (გენერალური პროკურორი), qui est élu par le Parlement de Géorgie pour un mandat de six ans. La candidature du procureur général est proposée par le Conseil des procureurs (საპროკურორო საბჭო), un organe indépendant directement responsable devant le Parlement et composé du ministre de la Justice, d'avocats, de juges et de membres du Parlement tel que défini par la loi. Le Conseil doit garantir l'indépendance, la transparence et l'efficacité du parquet.

## Liste des procureurs

### Sous Zviad Gamsakhourdia et Edouard Chevardnadzé
- 1991-1992 : Vakhtang Razmadzé
- 1992 : Vaja Abakelia
- 1992-1993 : Tedo Ninidzé
- 1993-2001 : Djamlet Babilachvili
- 2001-2004 : Nougzar Gabritchidzé

### Sous Mikheïl Saakachvili
- 2004 : Irakli Okrouachvili
- 2004-2007 : Zourab Adeïchvili
- 2007-2008 : Zourab Bibilachvili
- 2008 : Eka Tkechelachvili
- 2008-2009 : Mamouka Gvaramia
- 2009-2012 : Mourtaz Zodelava

### Sous le Rêve géorgien
- 2012-2013 : Artchil Kbilachvilio
- 2013 : Otar Partskhaladzé
- 2013-2014 : Irakli Chotadzé (par intérim ; première fois)
- 2014-2015 : Guiorgui Badachvili
- 2015-2018 : Irakli Chotadzé (seconde fois)
- 2018 : Mamouka Vassadzé (par intérim)
- 2018-2019 : Chalva Tadoumadzé
- 2019-2020 : vacance
- Depuis 2020 : Irakli Chotadzé (troisième fois)